# Le Plessis-Hébert

Le Plessis-Hébert este o comună în departamentul Eure, Franța. În 1 ianuarie 2022 avea o populație de 402 de locuitori.